# Kostandis Trikoupis
Kostandis Trikoupis (griechisch Κωνσταντής Τρικούπης; Geburtsdatum unbekannt, in Messolongi; † 1825, Klisova-Lagune südwestlich von Messolongi) war ein Teilnehmer am Griechischen Unabhängigkeitskrieg von 1821 bis 1829.
Er entstammte der Familie Trikoupis aus Messolongi in Ätolien-Akarnanien, die viele Politiker und Militärs stellte. Der Neffe Charilaos Trikoupis war siebenmaliger griechischer Ministerpräsident, der Bruder Spyridon Trikoupis einmaliger griechischer Ministerpräsident 1833. Kostandis Trikoupis starb während der zweiten Belagerung von Messolongi 1825 im Seegefecht in der Klisova-Lagune. Sein Bruder Manthios Trikoupis starb bereits 1821 während des Krieges.
| Personendaten    | Personendaten                                                                        |
| ---------------- | ------------------------------------------------------------------------------------ |
| NAME             | Trikoupis, Kostandis                                                                 |
| KURZBESCHREIBUNG | griechischer Soldat, Teilnehmer am Griechischen Unabhängigkeitskrieg von (1821–1829) |
| GEBURTSDATUM     | 18. Jahrhundert oder 19. Jahrhundert                                                 |
| STERBEDATUM      | 1825                                                                                 |